# Poincaré-Ungleichung
In der Analysis bezeichnet man als Poincaré-Ungleichung eine nach dem französischen Mathematiker Henri Poincaré benannte Ungleichung aus der Theorie der Sobolev-Räume. Die Ungleichung ermöglicht es, Schranken für eine Funktion aus Schranken der Ableitungen und der Geometrie des Definitionsbereichs herzuleiten. Solche Schranken spielen in der Variationsrechnung eine große Rolle.

## Formulierung der Ungleichung

### Die klassische Poincaré-Ungleichung
Sei {\displaystyle 1\leq p<\infty } und {\displaystyle \Omega } eine beschränkte zusammenhängende offene Teilmenge des {\displaystyle n}-dimensionalen euklidischen Raumes {\displaystyle \mathbb {R} ^{n}} mit Lipschitz-Rand (d. h. {\displaystyle \Omega } ist ein Lipschitz-Gebiet). Dann gibt es eine Konstante {\displaystyle C}, die nur von {\displaystyle \Omega } und {\displaystyle p} abhängt, so dass für jede Funktion {\displaystyle u} im Sobolev-Raum {\displaystyle W^{1,p}(\Omega )} die Ungleichung
{\displaystyle \|u-u_{\Omega }\|_{L^{p}(\Omega )}\leq C\|\nabla u\|_{L^{p}(\Omega )}}
gilt, wobei
{\displaystyle u_{\Omega }={\frac {1}{|\Omega |}}\int _{\Omega }u(y)\,\mathrm {d} y}
der Mittelwert von {\displaystyle u} über {\displaystyle \Omega } ist, {\displaystyle |\Omega |} bezeichnet das Lebesgue-Maß des Gebietes {\displaystyle \Omega }.
Mit Hilfe der Hölder-Ungleichung kann man zeigen, dass die {\displaystyle L^{2}}-Poincaré-Ungleichung aus der {\displaystyle L^{1}}-Poincaré-Ungleichung folgt. Allgemein: Wenn für ein Gebiet {\displaystyle \Omega } die Poincaré-Ungleichung für ein {\displaystyle p^{\prime }} gilt, dann gilt sie auch für alle {\displaystyle p>p^{\prime }}, eventuell mit einer anderen Konstanten {\displaystyle C}.

### Eindimensionales Beispiel
Sei f eine stetig differenzierbare Funktion mit Fourierreihe
{\displaystyle f(x)=\sum _{n=-\infty }^{\infty }a_{n}e^{inx}},
dann ist unter Benutzung der Parsevalschen Gleichung
{\displaystyle \|f-f_{[0,2\pi ]}\|_{L^{2}[0,2\pi ]}=\sum _{n\not =0}|a_{n}|^{2}\leq \sum _{n}n^{2}|a_{n}|^{2}=\|f'\|_{L^{2}[0,2\pi ]}}.

### Mannigfaltigkeiten
Für Riemannsche Mannigfaltigkeiten mit nichtnegativer Ricci-Krümmung (zum Beispiel nichtnegativer Schnittkrümmung) gilt die Poincaré-Ungleichung. Es gibt eine nur von der Dimension n abhängende Konstante {\displaystyle C_{n}}, so dass für alle {\displaystyle p\in M,r>0,u\in W_{loc}^{2,1}(M)} gilt:
{\displaystyle \|u-u_{B(p,r)}\|_{L^{2}(B(p,r))}\leq C_{n}r\|\nabla u\|_{L^{2}(B(p,r))}} 

### Metrische Räume
Bruce Kleiner bewies 2007 eine Poincaré-Ungleichung für die Cayley-Graphen endlich erzeugter Gruppen:
{\displaystyle \int _{B_{R}}\|f-f_{R}\|^{2}\leq 8\|S\|^{2}R^{2}{\frac {\|B(2R)\|}{\|B(R)\|}}\int _{B_{3R}}\|\nabla f\|^{2},}
wobei {\displaystyle f} eine stückweise glatte Funktion, {\displaystyle f_{R}} ihr Mittelwert über den Ball {\displaystyle B_{R}} und {\displaystyle S} das den Cayley-Graphen definierende Erzeugendensystem ist. Mit Hilfe dieser Ungleichung gab er einen vereinfachten Beweis von Gromows Satz über Gruppen polynomialen Wachstums.
Für metrische Räume mit nichtnegativer Ricci-Krümmung im Sinne von Lott-Villani-Sturm wurde die schwache lokale {\displaystyle L^{1}}-Poincaré-Ungleichung 2012 von Rajala bewiesen.

### Verallgemeinerungen
Es gibt Verallgemeinerungen der Poincaré-Ungleichung für andere Sobolev-Räume, zum Beispiel die folgende Poincaré-Ungleichung für den Sobolev-Raum {\displaystyle H^{\frac {1}{2}}(T^{2})}, d. h. den Raum der Funktionen {\displaystyle u} im {\displaystyle L^{2}}-Raum des Torus {\displaystyle T^{2}}, deren Fourier-Transformierte {\displaystyle {\hat {u}}} die Bedingung
{\displaystyle [u]_{H^{1/2}(\mathbf {T} ^{2})}^{2}=\sum _{k\in \mathbf {Z} ^{2}}|k|{\big |}{\hat {u}}(k){\big |}^{2}<+\infty }
erfüllt:
Es gibt eine Konstante {\displaystyle C}, so dass für jedes {\displaystyle u\in H^{\frac {1}{2}}(T^{2})} mit {\displaystyle u} identisch 0 auf einer offenen Menge {\displaystyle E\subset T^{2}} folgende Ungleichung gilt:
{\displaystyle \int _{\mathbf {T} ^{2}}|u(x)|^{2}\,\mathrm {d} x\leq C\left(1+{\frac {1}{\operatorname {cap} (E\times \{0\})}}\right)[u]_{H^{1/2}(\mathbf {T} ^{2})}^{2},}
wobei {\displaystyle \operatorname {cap} (E\times \left\{0\right\})} die harmonische Kapazität von {\displaystyle E\times \left\{0\right\}} als Teilmenge von {\displaystyle \mathbb {R} ^{3}} bedeutet.

## Sobolev Slobodeckji-Räume und Poincaré-Ungleichung
Sei {\displaystyle 0<s<1} und {\displaystyle p\in [1,\infty )}. Der Sobolev Slobodeckji-Raum {\displaystyle W^{s,p}(\Omega )} ist definiert als die Menge aller Funktionen {\displaystyle u}, für die gilt: {\displaystyle u\in L^{p}(\Omega )} und die Seminorm {\displaystyle [u]_{s,p}} ist endlich. Die Seminorm {\displaystyle [u]_{s,p}} wird definiert durch:
{\displaystyle [u]_{s,p}=\left(\int _{\Omega }\int _{\Omega }{\frac {|u(x)-u(y)|^{p}}{|x-y|^{n+sp}}}\,dx\,dy\right)^{1/p}}
Die Poincaré-Ungleichung in diesem Kontext kann wie folgt verallgemeinert werden:
{\displaystyle \|u-u_{\Omega }\|_{L^{p}(\Omega )}\leq C[u]_{s,p}}
wobei {\displaystyle u_{\Omega }} der Mittelwert von {\displaystyle u} über {\displaystyle \Omega } ist und {\displaystyle C} eine von {\displaystyle s,p} und {\displaystyle \Omega } abhängige Konstante darstellt. Diese Ungleichung gilt für jedes beschränkte {\displaystyle \Omega }.

### Beweis der Poincaré-Ungleichung
Der Beweis folgt dem Beweis von Irene Drelichman und Ricardo G. Durán.
Sei {\displaystyle \textstyle f_{\Omega }={\frac {1}{|\Omega |}}\int _{\Omega }f(x)\,dx}. Durch Anwendung der Jensen-Ungleichung erhalten wir:
{\displaystyle \|f-f_{\Omega }\|_{L^{p}(\Omega )}^{p}=\left\|{\frac {1}{|\Omega |}}\int _{\Omega }(f(y)-f(x))\,dx\right\|_{L^{p}}^{p}=\int _{\Omega }\left|{\frac {1}{|\Omega |}}\int _{\Omega }f(y)-f(x)\,dy\right|^{p}\,dx}
{\displaystyle \leq {\frac {1}{|\Omega |}}\int _{\Omega }\int _{\Omega }|f(y)-f(x)|^{p}\,dy\,dx}.
Durch Ausnutzung der Beschränktheit von {\displaystyle \Omega } und weitere Abschätzungen folgt:
{\displaystyle {\frac {1}{|\Omega |}}\int _{\Omega }\int _{\Omega }|f(y)-f(x)|^{p}\,dy\,dx}
{\displaystyle \leq {\frac {{\text{diam}}(\Omega )^{n+sp}}{|\Omega |}}\int _{\Omega }\int _{\Omega }{\frac {|f(y)-f(x)|^{p}}{|y-x|^{n+sp}}}\,dy\,dx}.
Hieraus ergibt sich, dass die Konstante {\displaystyle C} als {\displaystyle \textstyle C={\frac {{\text{diam}}(\Omega )^{{\frac {n}{p}}+s}}{|\Omega |^{\frac {1}{p}}}}} gegeben ist. Jedoch weist die Referenz 

mit Theorem 1 darauf hin, dass dies nicht die optimale Konstante ist.

## Die Poincaré-Konstante
Die optimale Konstante {\displaystyle C} in der Poincaré-Ungleichung wird als Poincaré-Konstante des Gebietes {\displaystyle \Omega } bezeichnet. Es ist im Allgemeinen sehr schwer, die Poincaré-Konstante zu bestimmen, abhängig von {\displaystyle p} und der Geometrie des Gebietes {\displaystyle \Omega }. Gewisse Spezialfälle sind aber behandelbar. Zum Beispiel für beschränkte, konvexe Lipschitz-Gebiete {\displaystyle \Omega } mit Durchmesser {\displaystyle d} ist die Poincaré-Konstante höchstens {\displaystyle d/2} falls {\displaystyle p=1}, und höchstens {\displaystyle d/\pi } falls {\displaystyle p=2} und das ist die bestmögliche nur vom Durchmesser abhängende Abschätzung für die Poincaré-Konstante. Für glatte Funktionen erhält man das als eine Anwendung der isoperimetrischen Ungleichung auf die Levelmengen der Funktion. Im Eindimensionalen ist das die Wirtinger-Ungleichung für Funktionen.
Es gibt Spezialfälle, in denen die Konstante {\displaystyle C} explizit bestimmt werden kann. Zum Beispiel für {\displaystyle p=2} ist bekannt, dass für das Gebiet des gleichschenkligen rechtwinkligen Dreiecks mit Katheten der Länge 1 die Poincaré-Konstante {\displaystyle C=1/\pi } ist (und damit kleiner als {\displaystyle d/\pi } für den Durchmesser {\displaystyle d={\sqrt {2}}}).